# Gmina związkowa Herxheim
Gmina związkowa Herxheim (niem. Verbandsgemeinde Herxheim) – gmina związkowa w Niemczech, w kraju związkowym Nadrenia-Palatynat, w powiecie Südliche Weinstraße. Siedziba gminy związkowej znajduje się w miejscowości Herxheim bei Landau/Pfalz.

## Podział administracyjny
Gmina związkowa zrzesza cztery gminy wiejskie:
1. Herxheim bei Landau/Pfalz
2. Herxheimweyher
3. Insheim
4. Rohrbach